# Senecio brachyantherus
Senecio brachyantherus là một loài thực vật có hoa trong họ Cúc. Loài này được (Hiern) S.Moore miêu tả khoa học đầu tiên năm 1918.